# محمود فلکی
محمود فلکی (متولد ۱ خرداد ۱۳۳۰، رامسر) نویسنده و مترجم و منتقد ادبی اهل ایران، ساکن آلمان است.

## زندگی
او نویسندگی را با انتشار شعر در نشریهٔ فردوسی و بعد از آن نگین شروع کرد. او در ایران شیمی و کتابداری خوانده و مدتی ویراستار دانشگاه آزاد و همچنین کتابدار بود. فلکی در سال ۱۳۶۲ به آلمان مهاجرت کرد و آنجا به تحصیل در زبان و ادبیات آلمانی و ایرانشناسی پرداخت و دکتری را با رساله‌ای تحت عنوان گوته و حافظ: درک یا کژفهمی متقابل فرهنگ آلمانی و ایرانی در دانشگاه هامبورگ گذراند. از او 28 کتاب منتشر شده و چند اثرش به زبان آلمانی ترجمه شده‌است. او به زبان آلمانی هم می نویسد. از او تاکنون چند کتاب در عرصه شعر و داستان و پژوهش به زبان آلمانی منتشر شده اند. او همچنین سه جلد کتاب درسی آموزش فارسی برای آلمانی زبان ها نوشته است.

## آثار
- داس بر پیکر گندم (مجموعه شعر)
- انسان، آرزوی برنیامده (مجموعه شعر)
- زمزمه‌های گم (مجموعه شعر)
- واژگان تاریک (مجموعه شعر)
- آخرین کتاب شعر (مجموعه شعر)
- سایه‌ها /وقت سایه‌ها (رُمان)
- پرواز در چاه (مجموعه داستان)
- خیابان طولانی (مجموعه داستان)
- ماجراهای کوچک غربت (مجموعه داستان)
- مرگ دیگر کارولا (رُمان)
- مرگ دیگر کارولا (رُمان، ترجمه به آلمانی)
- من خارجی هستم (مجموعه داستان به آلمانی)
- بیگانگیِ مرگبار (رُمان به آلمانی)
- موسیقی در شعر سپید فارسی (پژوهش ادبی)
- نگاهی به نیما (نقد و بررسی شعر)
- نقطه‌ها (مجموعه مقالات)
- نگاهی به شعر شاملو (نقد و بررسی شعر)
- سلوک شعر (نقد و تئوری شعر)
- روایت داستان (تئوری پایه یی داستان‌نویسی)
- بیگانگی در آثار کافکا و تأثیر کافکا بر ادبیات مدرن فارسی
- آیین خِرَد و شادی (نگاهی به جهان بینی خیام)
- نقطه‌های روشن (نقد ادبیات و فرهنگ)
- گوته و حافظ (رساله دکترا)
- تجارت برده (ترجمه)
- نقش بادارندۀ عرفان در رشد اندیشه در ایران (پژوهش)